# Break Through the Silence (EP)
Break Through The Silence es el segundo Extended Play del productor y DJ holandés, Martin Garrix, en colaboración con el dúo de música electrónica Matisse & Sadko. Fue lanzado como una descarga digital el 27 de julio de 2015 en iTunes en Holanda.
El EP incluye los sencillos "Dragon" y "Break Through The Silence" (Este último con la vocales de Pete Wilde).

## Sencillos
- "Dragon" fue lanzada como primer sencillo de la EP Break Through The Silence el 6 de julio del 2015.
- "Break Through The Silence" fue lanzada como segundo y último sencillo de la EP Break Through The Silence el 13 de julio del 2015.

## Lista de canciones
| Break Through The Silence EP |                                            |                                        |          |  |
| N.º                          | Título                                     | Escritor(es)                           | Duración |  |
| 1.                           | «Break Through The Silence» (Original Mix) | Alexander Parkhomenko Yury Parkhomenko | 4:43     |  |
| 2.                           | «Dragon» (Original Mix)                    | Alexander Parkhomenko Yury Parkhomenko | 4:56     |  |
| 3.                           | «Break Through The Silence» (Radio Edit)   | Alexander Parkhomenko Yury Parkhomenko | 3:24     |  |
| 4.                           | «Dragon» (Radio Edit)                      | Alexander Parkhomenko Yury Parkhomenko | 3:16     |  |

## Recepción crítica
Jackie Frere de Billboard dice que "Lo que la canción carece en las letras que compone en los sintetizadores y las gotas épicas del bajo". Scott Lombardo de EDMTunes dice que "Break Through The Silence" se apoya fuertemente en la voz épica que comienza la vista previa, pero los sintetizadores progresivos y sutil trabajo de patear el piano.